# イースターマンデー
イースターマンデー（英: Easter Monday）は、キリスト教（カトリック）用語で復活祭翌日の月曜日。多くの国や地域において祝日となっている。

## この日を公式に祝日としている国・地域
| - アルバニア - アンドラ - アンギラ - アンティグア・バーブーダ - アルバ - オーストラリア - オーストリア - バハマ - バルバドス - ベルギー - ベリーズ - ベナン - ボスニア・ヘルツェゴビナ - ボツワナ - イギリス領バージン諸島 - ブルガリア - ブルキナファソ - カメルーン - カナダ - カーボベルデ諸島 - ケイマン諸島 - 中央アフリカ共和国 - チャド - クック諸島 - クロアチア - コートジボワール - キプロス - チェコ - デンマーク - ドミニカ共和国 - エジプト（コプト正教会の暦にそったシャンム・ナシームという祝日である） - 赤道ギニア - エチオピア - フェロー諸島 - フィジー - フィンランド - フランス - フランス領ギアナ - ガボン - ガンビア - ジョージア | - ドイツ - ガーナ - ジブラルタル - ギリシャ - グリーンランド - グレナダ - グアドループ - グアテマラ - ギニア - ガイアナ - ハイチ - ホンジュラス - 香港 - ハンガリー - アイスランド - イラン - アイルランド共和国 - マン島 - イタリア - ジャマイカ - ケニア - キリバス - ラトビア - レバノン - レソト - リヒテンシュタイン - リトアニア - ルクセンブルク - マケドニア - マダガスカル - マラウイ - マルティニーク - モルドバ - モナコ - モンテネグロ - モントセラト - ナミビア - ナウル - オランダ - オランダ領アンティル - ニューカレドニア | - ニュージーランド - ニジェール - ナイジェリア - ニウエ - ノルウェー - パプアニューギニア - ポーランド - ルーマニア - ロシア - ルワンダ - サンマリノ - シエラレオネ - セネガル - セルビア - セイシェル - スロバキア - スロベニア - ソロモン諸島 - 南アフリカ（ファミリーデー） - スペイン - セントクリストファー・ネイビス - セントルシア - サンピエール島・ミクロン島 - セントビンセント・グレナディーン諸島 - スリナム - スワジランド - スウェーデン - スイス - シリア - タンザニア - トリニダード・トバゴ - タークス・カイコス諸島 - ツバル - ウガンダ - イギリス（スコットランドを除く） - アメリカ領バージン諸島 - アメリカ合衆国（一部の州） - バヌアツ - バチカン市国 - 西サモア - ザンビア - ジンバブエ |